# 어드벤처랜드 (영화)
《어드벤처랜드》(영어: Adventureland)는 그렉 모톨라가 감독과 각본을 맡은 2009년에 개봉한 미국의 코미디 영화이며, 영화의 무대가 된 1980년대의 미국의 펜실베이니아 피츠버그의 한 놀이공원(Adventureland)에서 일하는 대학생들의 이야기에 대해 다루고 있다. 영화에는 제시 아이젠버그, 크리스틴 스튜어트, 라이언 레이놀즈, 마틴 스타등이 출연하였다. 1987년 여름을 무대로 한 이 영화는 한 대학교 졸업생이 아이비리그 대학원 진학을 위한 학비를 벌기 위해 여름 방학 동안 고향 피츠버그의 놀이공원에서 일을 시작하게 되면서 그곳에서 일하는 다른 사람들과 생기는 이야기를 다루고 있다.

## 줄거리
레이건 시대인 1987년 여름의 미국 피츠버그. 막 대학을 졸업한 비교 문학 전공 청년 제임스 브렌넌(제시 아이젠버그)에게는 두 가지 계획이 있다. 첫 번째 계획은 대학 동기와 함께 꿈에도 그리던 유럽여행을 떠나는 것, 두 번째 계획은 방학이 끝나면 컬럼비아 대학교의 저널리즘 대학원에 진학하는 것이다. 하지만 졸업 몇 일 뒤 부모님과 함께 한 식사에서 그의 부모님은 갑자기 아버지의 직장에 문제가 생기게 되어 재정적 지원이 불가능해졌으니 방학 때 유럽 여행을 가는 대신 고향에서 아르바이트를 구하라는 통보를 받게 된다.
제임스의 가족은 결국 고향인 펜실베이니아 피츠버그로 돌아오고, 제임스의 어릴 적 친구 토미 프리고(맷 부시)가 일하고 있는 피츠버그의 놀이동산 어드벤처랜드에서 여름 아르바이트일을 시작한다. 놀이공원 매니저 바비(빌 헤이더)는 제임스를 게임 섹션에 배치한다. 거기서 제임스는 동료들을 만나게 된다: 회의론자 조엘(마틴 스타); 바비의 아내이자 함께 공원 매니저인 폴렛(크리스틴 위그); 수 오말리 (페이지 하워드); 마크 (마크 밀러), 매혹적인 리사.P(마르게리타 르비에바); 그리고 공원의 엔지니어이자 뮤지션인 마이크 커넬(라이언 레이놀즈)과 또다른 게임 섹션 아르바이트생 에밀리 "엠" 르윈(크리스틴 스튜어트)까지. 평화로운 가족나들이 분위기일 것이라는 예상과는 달리, 호전적인 부모들과 거의 비명같은 소리를 지르는 아이들로 가득찬 놀이동산 일은 첫날부터 제임스를 지치게 만든다. 그리고 첫날 엠은 제임스를 사기꾼 고객으로부터 칼로 찔릴뻔 한 상황에서 구해준다.
엠의 아버지가 새어머니와 함께 외출을 하자 그녀는 파티를 열고 제임스와 가까워지게 된다. 하지만 엠과 불륜 관계에 있던 유부남 커넬은 파티가 끝난 뒤 찾아와 엠과 사랑을 나눈다.
시간이 흐를수록 제임스와 엠은 서로에게 사랑의 감정을 가지게 된다. 그렇기에 엠도 이제 커넬과의 관계를 정리한다. 하지만 제임스가 나중에 커넬의 집 앞에서 엠과 커넬이 불륜 관계였다는 것을 확인하고 아주 큰 배신감을 느끼고, 이를 리사.P에게 말하게 되는데, 리사.P의 입에서 이 이야기가 놀이공원 전체로 세어나가 결국 엠과 커넬은 모든 놀이공원 직원들의 조롱거리가 된다.
엠과 커넬의 불륜을 확인한 그 날 음주운전으로 인해 여름방학 내내 벌어놓은 돈을 모두 수리비로 지불한 제임스는 대학원에 진학할 충분한 돈을 모으지 못하면서 여름방학 시즌은 끝났고, 놀이공원도 문을 닫는다. 엠을 잊지 못하던 제임스는 무작정 뉴욕시티로 향하는 버스를 타고, 비오는 그녀의 집 앞에서 무작정 기다린다. 제임스를 발견한 엠은 그에게 자신이 모든 것을 망쳤다고 말하는데, 제임스는 엠은 그렇게 생각하지 않는다고 말한다. 결국 제임스는 엠의 안내에 따라 그녀의 아파트에 올라가고, 결국 올해 컬럼비아에 진학하지 못하게 되어 내년을 생각하고 있다고 말한다. 제임스는 비에 젖은 옷을 벗고 엠이 아직도 어드벤처랜드의 티셔츠를 가지고 있는 것을 발견한다. 서로의 감정을 확인 한 제임스와 엠은 서로 키스하고 사랑을 나눌 준비를 한다.

## 배우
- 제임스 브레넌 역의 제시 아이젠버그: 비교 문학과 르네상스 연구를 전공하고 대학교를 갓 졸업하였다. 그는 숫총각이고 종종 마리화나를 핀다. 어드벤처랜드에서의 여름 아르바이트를 통해 동료 에밀리 "엠" 르윈과 연인 관계를 발전시킨다.

- 에밀리 "엠" 르윈 역의 크리스틴 스튜어트: 제임스의 어드벤처랜드 동료이자 그와 사랑하게 되는 사이. 가정 환경이 좋지 않았다; 그녀의 새어머니를 싫어하고 그녀의 아버지에게 친어머니가 암으로 죽자 마자 재혼을 한 것에 대해 화를 낸다. 엠은 뉴욕주립대학교 학생이다. 아버지가 잘나가는 변호사이기 때문에 아르바이트를 할 필요가 없지만, 집 밖으로 나가고 싶어하기 때문에 테마파크에서 아르바이트 일을 구한다. 엠은 놀이공원의 기술자인 마이크 커넬과 불륜 관계를 갖지만, 결국엔 끝낸다. 그리고 이 불륜 사실이 공개적으로 알려지자 어드벤처랜드를 그만 둔다.

- 마이크 커넬 역의 라이언 레이놀즈: 놀이공원의 기술자이며 로니라는 이름의 여성과 결혼하였다. 파트타임 뮤지션으로서 루 리드와 잼을 한 적이 있다고 주장하는데, 그의 음악적 지식에 허점이 있음을 확인한 제임스는 그 주장이 사실이 아니라는 것이 명백해진다. 커넬은 그녀의 아내 몰래 엠과 불륜 관계를 가져오고 있었다.

- 조엘 역의 마틴 스타: 제임스의 어드벤처랜드 동료이자 친구. 러시아 문학과 슬라브어를 전공한 대학교 졸업생이다. 조엘은 그에게 불만을 품은 고객으로부터 공격을 당하고 난 뒤 놀이공원 일을 그만두며 영화에서는 밝혀지지 않은 어느 곳으로 떠나기 위해 피츠버그를 떠난다. 그는 그 스스로 "역겨운 허세"라고 부르면서도 파이프를 통해 담배 피우는 것을 좋아한다.

- 리사.P 역의 마르게리타 르비에바: 어드벤처랜드의 놀이공원 탑승 관리 아르바이트생. 놀이공원의 모든 직원들이 빠지게끔 만드는 매력적인 여자이다. 그녀의 아버지는 사고를 당하여 일을 할 수 없게 되는데, 제임스가 그녀에게 이를 안타까워하는 모습을 보이면서 둘은 친해진다. 그녀는 제임스에게 데이트 신청을 하여 한 번 데이트를 하지만, 제임스는 엠에게로 돌아온다. 리사.P는 제임스가 절대 말하지 말라고 했던 비밀은 엠과 커넬의 불륜 관계를 결국 그녀의 놀이공원 친구들에게 말한다.

## 촬영
어드벤처랜드는 2007년 10월부터 2008년 1월까지 펜실베이니아의 피츠버그에서 촬영되었다. 대부분의 샷은 인접한 웨스트 키플린의 오래된 놀이공원인 케니우드에서 찍었다. 영화에 나오는 테마파크는 실제 그렉 모톨라 감독이 1980년대에 일하기도 했던 뉴욕시 파밍데일의 놀이공원 어드벤처랜드에 기반을 두고 있다. 주택이 나오는 장면들은 펜실베이니아 피츠버그 북쪽으로 12마일가량 떨어진 맥캔들스의 폭스 릿지라는 이름의 동네에서 촬영되었다.
이야기는 여름 동안 벌어지는 걸로 되어있지만, 겨울에 찍었기 때문에 종종 눈더미를 숨기고 촬영해야 하기도 했다.

## 개봉

### 비평
어드벤처랜드는 대체적으로 긍정적인 평가를 받았다. 로튼 토마토에서 208개의 평가 기준 88%의 "신선함" 등급을 받았다. "유머와 노스탤지어로 가득찬 어드벤처랜드는 10대와 성인 모두에게 공감을 받을 수 있는 달콤하고, 통찰력 있는 이야기다"라는 평가가 있었다.
네이버영화에서도 157명의 참여자 기준으로 8.06점의 네티즌 평점을 받았다.

### 수상 내역
- 미국 뉴욕 온라인 영화 비평가협회(2009) 올해의 영화들 선정[5]
- 미국 OC레지스터 선정 올해의 영화 탑 10[6]
- 미국 25회 인디펜던트 스피릿 어워드(2010) 각본상 후보 선정[7]
- 미국 골든 슈모즈 어워드(2009) 올해의 가장 과소평가된 영화 후보 선정[5]
- 미국 고담 어워드(2009) 최고의 앙상블 캐스팅 후보 선정[5]

## 사운드트랙
음악 감독은 요 라 텡고이다. 총 41개의 곡이 영화에서 사용되었다. 사운드트랙은 14개의 곡을 포함하고 있고, 2009년 4월 1일 발매되었다. 수록된 곡들은 대부분이 영화의 배경에 맞는 1980년대의 곡들이고, 몇몇 곡들은 1960년대 후반과 1970년대 초반의 것이기도 하다. 대표적으로 벨벳 언더그라운드, 루 리드, 뉴욕 돌스, 빅 스타가 있다. 1980년대 밴드로서는 그 당시 얼터너티브 록 밴드를 대표하는 허스커 두, 지저스 앤드 메리 체인, 닉 로우, 더 큐어, 더 리플레이스먼트, 크라우디드 하우스가 있다.

영화는 루 리드에 대한 존경을 지속적으로 보여준다. 주인공이 루 리드를 숭배하는 것은 물론 다른 인물들도 그가 그려진 티셔츠를 입거나 포스터를 걸어 놓은 것으로서 확인할 수 있다. 또한 파트타임 뮤지션인 마이크 커넬이 루 리드와 잼 세션을 가졌다고 말하고 다니기도 한다. 각본의 초기 버전에는 루 리드 대신 싱어송라이터 닐 영이 그 위치에 놓여있었고, 그래서 그의 음악인 "Everybody Knows This Is Nowhere"와 "Hey Hey, My My (Into The Black)"를 주요 장면에서 썼다.

### 어드벤처랜드 O.S.T. 목록
| 번호 | 제목                                 | 가수                         | 길이 | 사용된 장면                                                    |
| ---- | ------------------------------------ | ---------------------------- | ---- | -------------------------------------------------------------- |
| 1    | Satellite of Love                    | 루 리드                      | 3:39 | 커넬이 그의 어머니를 도와주러 제임스와 함께 차로 운전하는 장면 |
| 2    | Modern Love                          | 데이비드 보위                | 3:56 | 놀이공원 장면                                                  |
| 3    | I'm in Love with a Girl              | 빅 스타                      | 1:47 | 엠의 파티 장면                                                 |
| 4    | Just Like Heaven                     | 더 큐어                      | 3:31 | 범퍼카 장면                                                    |
| 5    | Rock Me Amadeus                      | Falco                        | 3:18 | 놀이공원 스피커에서 자주 흘러나와 인물들은 짜증 냄             |
| 6    | Don't Change                         | INXS                         | 4:26 | 엔딩 크레딧 올라올 때                                          |
| 7    | Your Love                            | The Outfield                 | 3:42 | 조엘이 수에게 데이트 신청을 하려고 시도할 때                   |
| 8    | Don't Dream It's Over                | 크라우디드 하우스            | 3:54 | 41분 46초의 불꽃놀이 장면                                      |
| 9    | Looking for a Kiss                   | 뉴욕 돌스                    | 3:18 | 엠의 파티 장면                                                 |
| 10   | Don't Want to Know if You Are Lonely | 허스커 두                    | 3:30 | 엠이 제임스를 집에 태워다 주는 장면                            |
| 11   | Unsatisfied                          | 리플레이스먼츠               | 4:00 | 제임스가 맨하탄에 도착하는 장면                                |
| 12   | Pale Blue Eyes                       | 루 리드                      | 5:28 | 엠이 제임스를 차로 데려다주는 장면을 포함하여 두 번 나옴       |
| 13   | Farewell Adventureland               | 요 라 텡고                   | 3:40 |                                                                |
| 14   | 어드벤처랜드 테마 송                 | Brian Kenney & Ian Berkowitz | 0:33 |                                                                |

### 어드벤처랜드 추가적으로 사용된 노래/음악 목록
| 번호 | 제목                            | 가수                     | 사용된 장소                                                                   |
| ---- | ------------------------------- | ------------------------ | ----------------------------------------------------------------------------- |
| 1    | obsession                       | Animotion                | 라즈마테즈 클럽에서 등장인물들이 춤 출 때                                     |
| 2    | In the Ether                    | Black Swan Lane          |                                                                               |
| 3    | Point of No Return              | Exposé                   | 49분 15초 라즈마테즈 클럽 안                                                  |
| 4    | Taste of Cindy acoustic version | The Jesus and Mary Chain |                                                                               |
| 5    | Breaking the Law                | 주다스 프리스트          | 놀이공원에서 화 난 손님에 의해 제임스가 쫓길 때                               |
| 6    | In My House                     | Mary Jane Girls          | 1시간 20분 44초 제임스와 리사.P가 라즈마테즈 클럽에 있을 때                   |
| 7    | So It Goes                      | Nick Lowe                | 커넬과 엠이 커넬의 어머니 집에서 만났을 때 커넬이 트는 레코드 노래            |
| 8    | I Want Action                   | 포이즌                   | 엠의 방에 있는 TV에서 플레이 됨                                               |
| 9    | Bastards of Young               | 리플레이스먼츠           | 오프닝 시퀀스에서 플레이                                                      |
| 10   | Tops                            | 롤링 스톤즈              | 27분 11초 "리사.P가 돌아왔어"라고 하는 장면                                   |
| 11   | Limelight                       | 러시                     | 게임 아르바이트생 먼치가 엠에게 좋은 인상을 주려고 입으로 어설픈 연주를 할 때 |
| 12   | Let the Music Play              | Shannon                  | 45분 25초에서 리사.P가 놀이기구 앞에서 춤출 때                                |
| 13   | Here She Comes Now              | 벨벳 언더그라운드        | 오프닝 크레딧                                                                 |